# Willow Valley
Willow Valley ist ein Census-designated place im Mohave County im US-Bundesstaat Arizona. Das U.S. Census Bureau hat bei der Volkszählung 2020 eine Einwohnerzahl von 1.059 auf einer Fläche von 2,6 km². Die Bevölkerungsdichte liegt bei 429 Einwohnern pro km². 
Willow Valley wird von der Arizona State Route 95 tangiert.